# Euphyia fringillata
Euphyia fringillata là một loài bướm đêm trong họ Geometridae.